# Дипломатически мисии на Габон
Това е списък на дипломатическите мисии на Габон в света:

## Европа
- Белгия
  - Брюксел (посолство)
- Великобритания
  - Лондон (посолство)
- Германия
  - Берлин (посолство)
- Испания
  - Мадрид (посолство)
- Италия
  - Рим (посолство)
- Русия
  - Москва (посолство)
- Франция
  - Париж (посолство)

## Северна Америка
- Канада
  - Отава (посолство)
- САЩ
  - Вашингтон (посолство)

## Южна Америка
- Бразилия
  - Бразилия (посолство)

## Близък изток
- Израел
  - Тел Авив (посолство)
- Ливан
  - Бейрут (посолство)
- Саудитска Арабия
  - Рияд (посолство)

## Африка
- Алжир
  - Алжир (посолство)
- Ангола
  - Луанда (посолство)
- Демократична република Конго
  - Киншаса (посолство)
- Египет
  - Кайро (посолство)
- Екваториална Гвинея
  - Малабо (посолство)
- Етиопия
  - Адис Абеба (посолство)
- Камерун
  - Яунде (посолство)
- Република Конго
  - Бразавил (посолство)
- Кот д'Ивоар
  - Абиджан (посолство)
- Мароко
  - Рабат (посолство)
- Нигерия
  - Абуджа (посолство)
- Сао Томе и Принсипи
  - Сао Томе (посолство)
- Сенегал
  - Дакар (посолство)
- Того
  - Ломе (посолство)
- ЮАР
  - Претория (посолство)

## Азия
- Китай
  - Пекин (посолство)
- Южна Корея
  - Сеул (посолство)
- Япония
  - Токио (посолство)

## Междудържавни организации
- - Адис Абеба Африкански съюз
  - Брюксел ЕС
  - Женева ООН
  - Ню Йорк ООН
  - Париж ЮНЕСКО